# HMS Firedrake (H79)
HMS Firedrake (H79) là một tàu khu trục lớp F được Hải quân Hoàng gia Anh Quốc chế tạo vào đầu những năm 1930. Trong Chiến tranh Thế giới thứ hai, nó chủ yếu hoạt động tại Địa Trung Hải và Đại Tây Dương trước khi bị tàu ngầm Đức phóng ngư lôi đánh chìm vào năm 1942 ngoài khơi Đại Tây Dương.

## Thiết kế và chế tạo
Lớp tàu khu trục F có đặc tính tương tự như Lớp tàu khu trục C và D dẫn trước vào năm 1931, nhưng có dáng lườn tàu và cầu tàu được cải tiến, được bố trí ba phòng nồi hơi thay vì hai, và pháo QF 4,7 inch (120 mm) có thể nâng đến góc 40° thay vì 30° như ở lớp trước.
Firedrake được đặt hàng vào ngày 17 tháng 3 năm 1933 trong Chương trình Chế tạo Hải quân 1932; do hãng Parsons Marine Steam Turbine Company ở Wallsend chế tạo, nhưng lườn tàu được hãng Vickers Armstrongs ở Walker gia công. Nó được đặt lườn vào ngày 5 tháng 7 năm 1933; được hạ thủy vào ngày 28 tháng 6 năm 1934 và hoàn tất vào ngày 30 tháng 5 năm 1935.

## Lịch sử hoạt động
Vào tháng 9 năm 1939, Firedrake được bố trí trong thành phần Chi hạm đội Khu trục 8 trực thuộc Hạm đội Nhà và đặt căn cứ tại Scapa Flow. Trong những tháng xung đột đầu tiên, nó nằm trong thành phần một đội tìm diệt được xây dựng chung quanh tàu sân bay HMS Ark Royal (91). Vào ngày 14 tháng 9 năm 1939, họ bị chiếc tàu ngầm U-boat Đức U-39 tấn công, phóng ngư lôi nhắm vào Ark Royal nhưng bị trượt. Firedrake cùng với các tàu chị em Faulknor và Foxhound sau đó phản công, đánh chìm U-39 về phía Tây Bắc Ireland.
Vào mùa Xuân năm 1940, Firedrake tham gia Chiến dịch Na Uy, hỗ trợ cho việc đổ bộ lên Narvik, rồi sau đó trợ giúp cho việc triệt thoái khỏi Bodø. Sang mùa Hè năm đó, nó hoạt động cùng Hạm đội Nhà, rồi đến tháng 8 được chuyển căn cứ đến Gibraltar nơi nó nằm trong thành phần Lực lượng H. Trong một năm tiếp theo, nó tham gia mọi hoạt động chủ yếu ở khu vực Tây Địa Trung Hải. Vào ngày 18 tháng 10 năm 1940, nó phối hợp cùng chiếc HMS Wrestler và hai thủy phi cơ Saro London thuộc Liên đội 202 Không quân Hoàng gia Anh trong việc đánh chìm tàu ngầm Ý Durbo về phía Đông Gibralta.
Vào tháng 11, Firedrake nằm trong thành phần tham gia Trận chiến mũi Spartivento; đến tháng 1 năm 1941, nó tham gia Chiến dịch Excess, và đến tháng 7, Chiến dịch Substance. Vào mùa Đông năm 1941, nó được gửi sang Xưởng hải quân Boston, Hoa Kỳ để sửa chữa và cải biến thành một tàu hộ tống vận tải chống tàu ngầm.
Firedrake đã phục vụ như là soái hạm của Đội hộ tống B-7 thuộc Lực lượng Hộ tống giữa đại dương; vị chỉ huy của nó, Trung tá Hải quân W. E. Banks, được cử làm chỉ huy đội hộ tống. Trong vai trò này, nó tham gia mọi hoạt động của một tàu hộ tống: bảo vệ đoàn tàu vận tải, tìm và diệt tàu ngầm đối phương, cứu vớt những người sống sót từ các tàu bị đánh chìm. Trong chín tháng, Firedrake đã hộ tống 14 đoàn tàu vượt Đại Tây Dương trong đó 5 đoàn bị tấn công, và 2 đoàn tại vùng biển Caribe. Nó tham gia hai cuộc đụng độ lớn: Đoàn tàu ON 144, nơi nó được gửi đến tăng cường sau khi bị tấn công, và Đoàn tàu ON 153.
Vào ngày 17 tháng 12 năm 1942, đang khi hộ tống Đoàn tàu ON 153, Firedrake trúng ngư lôi phóng từ tàu ngầm Đức U-211 và chìm ở tọa độ 50°50′B 25°15′T / 50,833°B 25,25°T. Chiếc tàu corvette Sunflower do John Treasure Jones chỉ huy đã vớt được 27 người sống sót.